# Архипова, Ирина Васильевна
Ирина Васильевна Архипова (род. 3 октября 1990, Москва) — российская спортсменка, призёр чемпионатов России по вольной борьбе, кандидат в мастера спорта России. Родилась и живёт в Москве. Выступает за клуб «Минобрнаука» (Москва). Её первым тренером был С. С. Засеев. Тренируется под руководством В. В. Верхушина. Выпускница ГЦОЛИФК. Тренер по спортивной борьбе ГБУ «СШ № 76».

## Спортивные результаты
- Чемпионат России по женской борьбе 2011 года — ;
- Чемпионат России по женской борьбе 2012 года — ;